# フィンゴルフィン
フィンゴルフィン（Fingolfin、第一紀4690年 - 太陽の時代455年）は、J・R・R・トールキンの中つ国を舞台とした小説、『シルマリルの物語』の登場人物。
ノルドールの中つ国への帰還のさい、一族を率いてヘルカラクセを渡った。
異腹兄フェアノールの死後はフィンゴルフィン王家を興し、ベレリアンドにおける全ノルドールの上級王となった。
モルゴスに一騎討ちを挑み敗れるが、冥王にも生涯消えぬ傷を残した。
彼はフィンウェの息子のうちで、最も強く、最も迷いがなく、最も勇敢であったとされる。
ヴァリノールにおけるかれのクウェンヤ名は、｢賢いフィンウェ｣を意味するフィンウェ・ノロフィンウェ（finwé ngolodh finwë）であった。
フィンゴルフィンはこのクウェンヤ名をシンダール語式に縮めたものである。
父はノルドールの上級王フィンウェ。
母はヴァンヤールの上級王イングウェの親類インディス。
異腹兄にフェアノール。
姉にフィンディス。
妹にイリメ。
弟にフィナルフィン。
妻はアナイレ。
息子にフィンゴン、トゥアゴン。
娘にアレゼル。
後期の文献にのみ登場する息子に、アルゴン。がいる。

## ヴァリノールにおけるフィンゴルフィン
フィンゴルフィンはモルゴスが幽閉中の二本の木の時代の4690年、エルフの至福の時代に、アマンにフィンウェの息子として生を受けた。
かれの母インディスは父フィンウェの後妻である。
フィンウェの先妻ミーリエルの子である異腹兄のフェアノールは、インディスとその子供たちを嫌った。
フィンゴルフィンは成長するにつれ王子としての自尊心を強めてフェアノールと張り合い、モルゴスの解放後はかれの虚言によって、お互いに武器を隠し持つほどに対立した。

## ノルドールの叛乱
長い不和のあと、フィンゴルフィンは弟としてフェアノールへの友情を誓った。シルマリルがモルゴスによって盗まれ、フェアノールがノルドールの上級王として中つ国への帰還を決めると、フィンゴルフィンはトゥアゴンとともに強く反対したが、結局は兄に従った。フェアノールの強い言葉に心を動かされた、多くのフィンゴルフィンの民を見捨てることが出来なかったからである。またフィンゴンも中つ国への帰還を望み、父にそうするように勧めたからである。しかしノルドールの多くはフェアノールよりもフィンゴルフィンにしたがっていたため、ノルドール最大の軍勢を率いたのはフィンゴルフィンであった。かれらはフェアノールの軍勢のあとを進んでいった。
フェアノールの軍勢がアルクウァロンデのオルウェの民と争った時、フィンゴルフィンの軍勢からは、フィンゴンの率いる第一陣も参加した。かれらは二つの民が争うのを見て、理由も分からぬままフェアノールに加勢したのである。同族殺害ののち、アラマンの荒野でヴァラールの言が下ると、ノルドールは畏怖し、フィナルフィンはかれの民を率いてヴァリノールへ退いた。しかしフィナルフィンの息子たちは、フィンゴルフィンの息子たちへの友情のため、先に進んだ。フィンゴンとトゥアゴンの心は強く、中つ国への帰還を諦めるつもりはなかったからである。
アラマンの果てで氷の海峡ヘルカラクセを前にして、寒さに苦しんだフィンゴルフィンの民は後悔し、フェアノールを非難した。フェアノールとその息子たちは、オルウェの民から奪った船を自らのためにのみ用いて、フィンゴルフィンの民を置き去りにすることに決めた。フェアノールの一党は中つ国にたどり着くと船を焼き払い、それを見たフィンゴルフィンはフェアノールの裏切りを知った。しかしフィンゴルフィンの軍勢は多くの犠牲を出しながらヘルカラクセを渡りきり、フェアノールの一党への愛情はなくなった。

## ベレリアンドにおけるフィンゴルフィン
フィンゴルフィンがベレリアンドに上陸するとまもなく太陽が昇り、それを恐れたモルゴス軍はアングバンドに退いた。かれはアングバンドの門に来てそれを打ち叩いたが、モルゴスは応じなかった。フィンゴルフィンは退き、ミスリム湖の北岸のヒスルムから統治した。
フェアノールはすでになく、その長子のマイズロスはサンゴロドリムの絶壁に手かせをもって吊るされた。マウズロスの友人だったフィンゴンは、両家の分裂を癒すべく単身サンゴロドリムを登り、これを救出した。ノルドールはみなフィンゴンの行ないを賞賛した。またマイズロスは回復するとアラマンでの裏切りを謝罪し、フィンウェ王家の王権をフィンゴルフィンに明け渡したため、両家の親和はすすんだ。
人間が青の山脈を越えてベレリアンドに到達すると、フィンゴルフィンは使者を送ってこれを歓迎したため、多くの若者がノルドールの諸侯に仕えた。マラハの族の族長の息子アラダンはフィンゴルフィンに仕え、かれの民の多くはヒスルムに移り住んだ。フィンゴルフィンはアラダンの曾孫ハドルをドル＝ローミンの領主とした。
ダゴール・アグラレブでオークを打ち負かした後、フィンゴルフィンは四百年近くアングバンドの包囲を維持した。しかし包囲はダゴール・ブラゴルラハにおけるモルゴスの突然の襲撃で終了し、多くのベレリアンドの民が逃亡した。ノルドールが滅亡したと信じたフィンゴルフィンは、単騎でアングバンドに乗り込んでモルゴスに戦いを挑み、モルゴスに七度かれの剣リンギルで傷を負わせる並外れた決闘の末死んだ。モルゴスはかれの首に左足を乗せてとどめを刺したが、その足をフィンゴルフィンは深く切りつけた。このためモルゴスは絶えない痛みを得て、つねに足をひきずることとなった。鷲の王ソロンドールはかれの身体をモルゴスから奪い、ゴンドリンを見渡す山頂へ運んだ。トゥアゴンは、かれの父の遺体の上に石塚を築いた。
そしてフィンゴンが、ノルドールの上級王になった。

## フィンゴルフィンの系図
|                  |                  | フィンウェ       | フィンウェ       | フィンウェ       | フィンウェ       | フィンウェ | フィンウェ |            |            | インディス | インディス | インディス | インディス | インディス | インディス |                |                |                |                |                |                |  |  |          |          |          |          |            |            |            |            |            |            |        |        |        |        |  |  |          |          |          |          |          |          |  |  |
|                  |                  | フィンウェ       | フィンウェ       | フィンウェ       | フィンウェ       | フィンウェ | フィンウェ |            |            | インディス | インディス | インディス | インディス | インディス | インディス |                |                |                |                |                |                |  |  |          |          |          |          |            |            |            |            |            |            |        |        |        |        |  |  |          |          |          |          |          |          |  |  |
|                  |                  |                  |                  |                  |                  |            |            |            |            |            |            |            |            |            |            |                |                |                |                |                |                |  |  |          |          |          |          |            |            |            |            |            |            |        |        |        |        |  |  |          |          |          |          |          |          |  |  |
|                  |                  |                  |                  |                  |                  |            |            |            |            |            |            |            |            |            |            |                |                |                |                |                |                |  |  |          |          |          |          |            |            |            |            |            |            |        |        |        |        |  |  |          |          |          |          |          |          |  |  |
| フィンゴルフィン | フィンゴルフィン | フィンゴルフィン | フィンゴルフィン | フィンゴルフィン | フィンゴルフィン |            |            | アナイレ   | アナイレ   | アナイレ   | アナイレ   | アナイレ   | アナイレ   |            |            | フィナルフィン | フィナルフィン | フィナルフィン | フィナルフィン | フィナルフィン | フィナルフィン |  |  |          |          |          |          |            |            |            |            |            |            |        |        |        |        |  |  |          |          |          |          |          |          |  |  |
| フィンゴルフィン | フィンゴルフィン | フィンゴルフィン | フィンゴルフィン | フィンゴルフィン | フィンゴルフィン |            |            | アナイレ   | アナイレ   | アナイレ   | アナイレ   | アナイレ   | アナイレ   |            |            | フィナルフィン | フィナルフィン | フィナルフィン | フィナルフィン | フィナルフィン | フィナルフィン |  |  |          |          |          |          |            |            |            |            |            |            |        |        |        |        |  |  |          |          |          |          |          |          |  |  |
|                  |                  |                  |                  |                  |                  |            |            |            |            |            |            |            |            |            |            |                |                |                |                |                |                |  |  |          |          |          |          |            |            |            |            |            |            |        |        |        |        |  |  |          |          |          |          |          |          |  |  |
|                  |                  |                  |                  |                  |                  |            |            |            |            |            |            |            |            |            |            |                |                |                |                |                |                |  |  |          |          |          |          |            |            |            |            |            |            |        |        |        |        |  |  |          |          |          |          |          |          |  |  |
| フィンゴン       | フィンゴン       | フィンゴン       | フィンゴン       | フィンゴン       | フィンゴン       |            |            | トゥアゴン | トゥアゴン | トゥアゴン | トゥアゴン | トゥアゴン | トゥアゴン |            |            | エレンウェ     | エレンウェ     | エレンウェ     | エレンウェ     | エレンウェ     | エレンウェ     |  |  | アレゼル | アレゼル | アレゼル | アレゼル | アレゼル   | アレゼル   |            |            | エオル     | エオル     | エオル | エオル | エオル | エオル |  |  | アルゴン | アルゴン | アルゴン | アルゴン | アルゴン | アルゴン |  |  |
| フィンゴン       | フィンゴン       | フィンゴン       | フィンゴン       | フィンゴン       | フィンゴン       |            |            | トゥアゴン | トゥアゴン | トゥアゴン | トゥアゴン | トゥアゴン | トゥアゴン |            |            | エレンウェ     | エレンウェ     | エレンウェ     | エレンウェ     | エレンウェ     | エレンウェ     |  |  | アレゼル | アレゼル | アレゼル | アレゼル | アレゼル   | アレゼル   |            |            | エオル     | エオル     | エオル | エオル | エオル | エオル |  |  | アルゴン | アルゴン | アルゴン | アルゴン | アルゴン | アルゴン |  |  |
|                  |                  |                  |                  |                  |                  |            |            |            |            |            |            |            |            |            |            |                |                |                |                |                |                |  |  |          |          |          |          |            |            |            |            |            |            |        |        |        |        |  |  |          |          |          |          |          |          |  |  |
|                  |                  |                  |                  |                  |                  |            |            |            |            |            |            | イドリル   | イドリル   | イドリル   | イドリル   | イドリル       | イドリル       |                |                |                |                |  |  |          |          |          |          | マイグリン | マイグリン | マイグリン | マイグリン | マイグリン | マイグリン |        |        |        |        |  |  |          |          |          |          |          |          |  |  |

## 註
1. ↑  アルゴンは、『中つ国の歴史』として出版された、トールキンの極めて後期の文献のみに現れ、『シルマリルの物語』には現れない。